# Molly & Mops: Das Leben ist kein Guglhupf
Das Leben ist kein Guglhupf ist die Fortsetzung der Filmkomödie Molly & Mops (2007). Die Erstausstrahlung war am 20. Dezember 2010 auf ZDF und ORF. 2011 folgte ein dritter Teil der Reihe.

## Handlung
Die leidenschaftliche Zuckerbäckerin Molly Maurer ist verschuldet und muss ihr Lokal schließen. Gemeinsam mit Oma Klara entdeckt sie eine Werbung für den Patisseriewettbewerb Süß wie nie. Molly entschließt sich, daran teilzunehmen, denn es gibt 30.000 Euro oder eine Anstellung in Singapur zu gewinnen. Anfangs ist sie skeptisch, ob sie unter den hunderten Bewerbern eine Chance hat. In Wien angekommen, schmuggelt Mollys Freundin Azra Mollys Mops mit in den Veranstaltungsort. Als Molly ihr Einreichexponat präsentieren will, ist sie von Mitbewerber Lukas so beeindruckt, dass sie mit ihrem Exponat stürzt. Ihr Kunstwerk ist zerstört.
Azra ersucht um Verlängerung der Einreichungsfrist, was ihr auch gelingt. Mit Hilfe von Azra und dem Mops, später auch von Florentin, stellt Molly ein neues Exponat zusammen. In einem Markt für asiatische Lebensmittel findet sie Zutaten und bei einer Frau im Waschsalon Lavendel. Mit dem neuen Exponat tritt Molly erneut vor die Jury. Die ist zwar uneins, mit Hilfe von Mops kommt Molly aber in die zweite Runde.
Hier ist die Aufgabe, innerhalb von 40 Minuten eine Praline der besonderen Art zu kreieren. Zuvor verdünnt Arabella die Schokoladenmasse. Lukas und Molly gleichen dies aber mit neuer Schokolade wieder aus. Die Kameraleute bewundern Molly, weil sie Schokoringe herstellen kann. Mollys Praline wird als eine der besten gewertet. Im Finale treten Molly, Lukas und Arabella gegeneinander an: Sie müssen eine Skulptur präsentieren, die ausschließlich aus Schokolade besteht. Arabella mogelt dabei und will mit Hilfe eines Gitters ihre Skulptur stabil halten. Außerdem zerstört sie aus Eifersucht die vorbereitete Schokoladenskulptur von Lukas. Dabei wird sie von Mops beobachtet. Lukas ist über die zerstörte Skulptur verärgert und hält den Mops für den Übeltäter, doch Molly verteidigt den Hund. Daraufhin hilft Molly Lukas, die Skulptur neu zu machen und verliebt sich in Lukas. Mops hingegen frisst Schokoflocken, worauf ihm schlecht wird.
Im Finale steigt die Spannung bezüglich der besten Skulptur und den Sieger. Zuvor geschehen die letzten Arbeiten an den Figuren, wobei allerdings keine Hilfsmittel wie Gitter oder Stangen in den Figuren erlaubt sind. Molly schmilzt Schokolade, formt sie zu Kugeln in verschiedenen Größen und Farben und stellt daraus einen Mops als Schokoskulptur her. Sieger werden vorerst Lukas und Arabella. Molly ist enttäuscht, doch die Spürnase Mops deckt den Schwindel in Arabellas Skulptur auf, indem sie die Figur umwirft. Diese zerbricht und  darin offenbart sich das Hilfsgitter. Arabella wird sofort disqualifiziert. Nach der neuen Wahl gelingt Molly der Sieg. Sie erhält die erhofften 30.000 Euro und Lukas den Job in Singapur. Beim Dinner bietet Lukas Molly an, nach Singapur mitzukommen, was sie ablehnt.

## Rezeption
Der Film erhielt überwiegend negative Kritiken. TV-Kritiker Rainer Tittelbach kommentierte: „Rasch nimmt die Handlung Fahrt auf, und auch die Regie setzt auf Tempo. Bei der zweiten ‚Molly-&-Mops‘-Episode ‚Das Leben ist kein Gugelhupf‘ bleibt Michael Karen auch nichts anderes übrig. Die Story mit den handelsüblichen Konflikten ist hochgradig banal. Es ist der genreübliche Hindernislauf zum Happy End: ein bisschen Liebe und Humor, ein wenig Intrige und viel Herzlichkeit.“